# Are You Weepin'
Are You Weepin' is een nummer van de Amerikaanse zanger Gary Wright uit 1977. Het is de derde en laatste single van zijn vierde studioalbum The light of smiles. 
"Are You Weepin'" gaat over de frustraties en verwarring die een relatie met zich meebrengt. De zanger is onzeker over wat zijn vriendin nou echt voelt en het lukt hem niet om volledig contact met haar te maken. Het nummer werd enkel een kleine (radio)hit in Nederland, maar de Nederlandse Top 40 werd echter niet bereikt. In plaats daarvan bleef het steken op een 5e positie in de Tipparade.

## Tracklijst
- 7"

1. "Are You Weepin'" - 3:57
2. "Time Machine" - 3:36